# Rasa del Casó (Bassella)
|  | Aquest article tracta sobre el corrent fluvial de l'Alt Urgell i del Solsonès. Vegeu-ne altres significats a «Rasa del Casó». |

La Rasa del Casó és un torrent afluent per l'esquerra del Barranc del Cornet que neix a uns 350 m. al nord-est de la masia de l'enclavament de Sant Mer (Bassella). De direcció global cap a ponent, desguassa al seu col·lector a uns 300 m. al nord del Casó de Sant Mer.

## Municipis per on passa
Des del seu naixement, la Rasa del Casó passa successivament pels següents termes municipals.
|                                                        | Longitud (en m.) | % del recorregut |
| ------------------------------------------------------ | ---------------- | ---------------- |
| Per l'interior de l'enclavament de Sant Mer (Bassella) | 107              | 10,63%           |
| Per l'interior del municipi de Pinell de Solsonès      | 573              | 56,90%           |
| Altre cop per l'interior del municipi de Bassella      | 327              | 32,47%           |

## Xarxa hidrogràfica
Aquest torrent no té cap afluent